# 卡尼省
8°29′N 6°36′W / 8.483°N 6.600°W

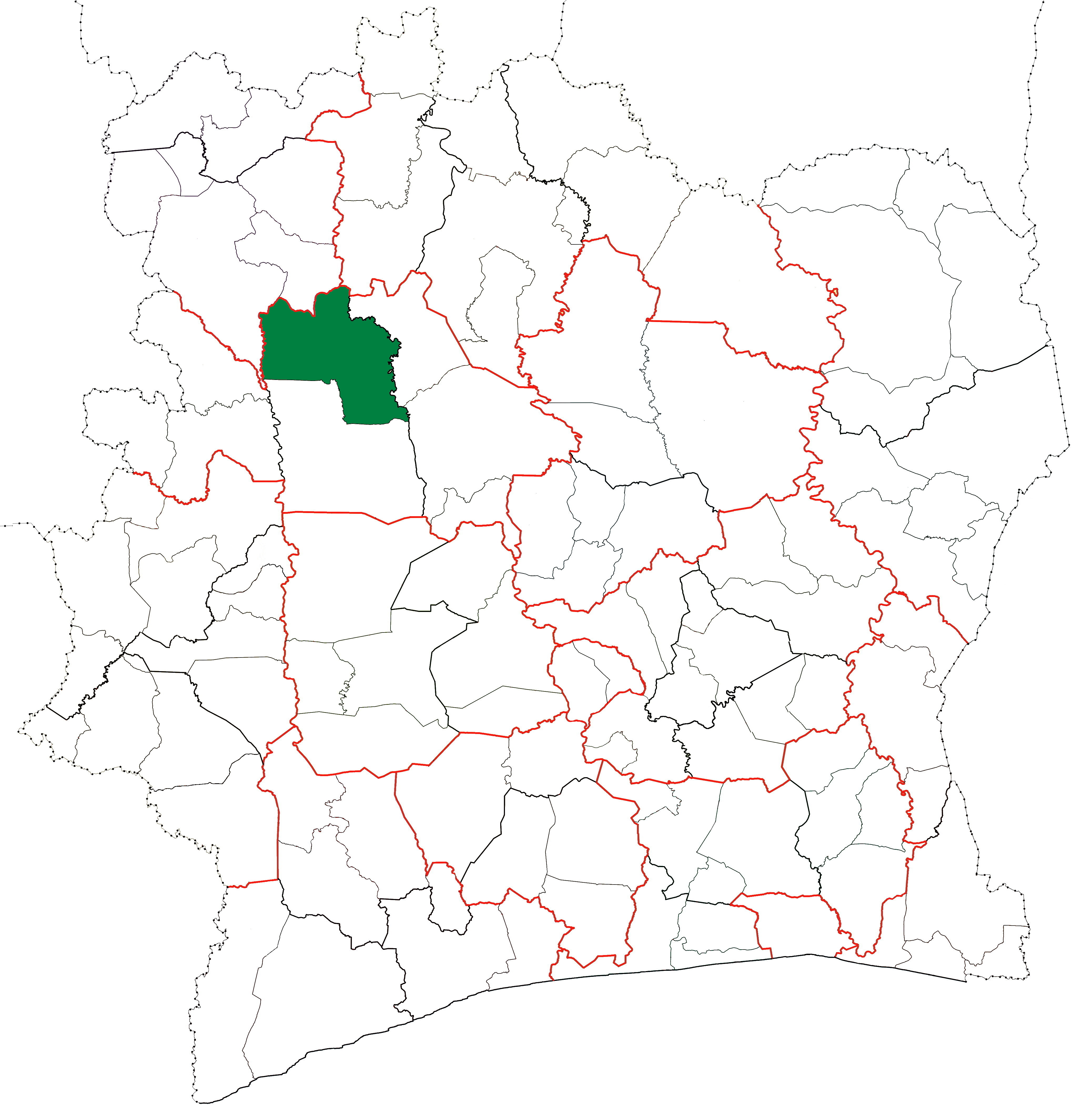

卡尼省（Kani Department），是科特迪瓦的省份，位於該國西部沃羅巴區，由沃羅杜古區負責管轄，成立於2009年，面積5,650平方公里，2014年人口73,889，人口密度每平方公里13人。